# Беј Појнт (Калифорнија)
Беј Појнт (енгл. Bay Point) насељено је место без административног статуса у америчкој савезној држави Калифорнија.

## Демографија
По попису из 2010. године број становника је 21.349, што је 185 (-0,9%) становника мање него 2000. године.
| Група             | 2000.         | 2010.          |
| Белци             | 6.946 (32,3%) | 4.374 (20,5%)  |
| Афроамериканци    | 2.736 (12,7%) | 2.469 (11,6%)  |
| Азијати           | 2.400 (11,1%) | 2.121 (9,9%)   |
| Хиспаноамериканци | 8.321 (38,6%) | 11.730 (54,9%) |
| Укупно            | 21.534        | 21.349         |